# Mesocyclops granulatus
Mesocyclops granulatus är en kräftdjursart som beskrevs av Dussart och Fernando 1988. Mesocyclops granulatus ingår i släktet Mesocyclops och familjen Cyclopidae. Inga underarter finns listade i Catalogue of Life.